# CONMEBOL Libertadores
De CONMEBOL Libertadores ("Beker van CONMEBOL van de Bevrijders"), ook wel kortweg de Copa Libertadores is een jaarlijks voetbaltoernooi voor clubs uit Zuid-Amerika, georganiseerd door de CONMEBOL, de Zuid-Amerikaanse voetbalbond. Het is het Zuid-Amerikaanse equivalent van de UEFA Champions League en is daarmee een van de sterkste toernooien voor clubteams ter wereld. De winnaar plaatst zich voor het FIFA WK voor clubs (in het verleden voor de wereldbeker voor clubteams) en de CONMEBOL Recopa (equivalent van de UEFA Super Cup). Naast clubteams uit de CONMEBOL-landen (de tien Spaans- en Portugeestalige landen van Zuid-Amerika) hebben tot 2016 ook Mexicaanse clubs aan het toernooi meegedaan.
De naam van de wisselbeker en van het toernooi verwijst naar de leiders van de onafhankelijkheidsstrijd begin negentiende eeuw in Latijns-Amerika. De sponsornaam van het toernooi is sinds de editie van 2013 Copa Bridgestone Libertadores. Van 1999-2007 was Copa Toyota Libertadores de sponsornaam, van 2008-2012 Copa Santander Libertadores.

## Geschiedenis
Twaalf jaar voor de eerste editie van de Copa Libertadores werd in Chili een toernooi georganiseerd met zeven clubs uit verschillende landen in Zuid-Amerika, het Campeonato Sudamericano de Campeones. Dit toernooi werd gewonnen door Vasco de Gama en wordt gezien als een voorloper van de huidige Copa Libertadores.
De eerste officiële beker werd in 1960 gewonnen door Club Atlético Peñarol uit Uruguay. Vijfentwintig clubs hebben een of meerdere keren de beker gewonnen. CA Independiente (Argentinië) won de beker zeven keer, waarvan vier keer op rij (1972-1975). De eerste club die de beker driemaal op rij won was Club Estudiantes de La Plata uit Argentinië die de beker tussen 1968-1970 veroverde. Als gevolg hiervan mochten ze na het derde jaar de wisselbeker houden. Later is dit alleen Independiente ook gelukt (1972-1974). Opvallend is dat de Braziliaanse clubs in dit toernooi minder vaak hebben gewonnen dan de Argentijnse, terwijl Brazilië gemiddeld beter presteert op de Wereldkampioenschappen.
Topscorer aller tijden van de Copa Libertadores is de Ecuadoriaan Alberto Spencer. Hij scoorde in de jaren zestig in totaal 54 doelpunten voor Peñarol (48) en Barcelona Guayaquil (6).

## Toernooi

### Kwalificatie
In het eerste seizoen namen de landskampioenen van Argentinië, Bolivia, Brazilië, Chili, Colombia, Paraguay en Uruguay deel. In 1961 voor het eerst de kampioenen van Ecuador en Peru. In 1964 voor het eerst de kampioen van Venezuela. Vanaf 1966 plaatsten ook de nummers twee uit de deelnemende landen zich. Vanaf 1998 tot 2016 namen ook clubs uit Mexico, zelf lid van de Noord- en Midden-Amerikaanse bond CONCACAF, deel aan dit toernooi. Volgens de reglementen konden ploegen uit Mexico zich niet plaatsen voor het FIFA WK voor clubs en CONMEBOL Recopa. In geval een Mexicaanse club dit toernooi won, plaatste de beste niet-Mexicaanse ploeg zich voor het FIFA WK voor clubs en voor de CONMEBOL Recopa. Vanaf 2000 konden er drie of meer clubs per land deelnemen, waarmee het aantal deelnemers eerst op 32 kwam, in 2004 op 36 en vanaf 2005 het huidige aantal van 38 teams. De enige uitzondering was 2010 met 40 deelnemers.
Het toernooi verloopt ongeveer zoals de Europese UEFA Champions League. Uit elf landen spelen clubs een voorronde waaruit zes clubs overblijven. De laagst geklasseerde club uit elk land moet deelnemen aan deze voorronde, alsmede de op een na laagste geklasseerde club uit het land van de titelhouder. De eerste ronde is een groepsfase, met acht groepen van vier clubs. De nummers één en twee plaatsen zich voor de eindfase waarin met een knock-outsysteem wordt gewerkt. De finale bestaat net als de andere knock-outwedstrijden uit een uit- en een thuiswedstrijd. Tot 1979 werd de regerend kampioen in de halve finaleronde ingevoegd, waardoor het relatief eenvoudiger was de titel te behouden.

### Regels
In de Copa Libertadores wordt nooit een verlenging gespeeld om een winnaar aan te wijzen, met één uitzondering in 1973. Oorspronkelijk werd de winnaar aangewezen op basis van wedstrijdpunten uit de twee ontmoetingen (winst/gelijk/verlies). Was deze onbeslist, dan werd er een beslissingswedstrijd gespeeld op neutraal terrein. Ook deze werd niet verlengd, maar werd er wel naar het doelpuntentotaal gekeken. Als dit ook geen winnaar opleverde, dan volgde een strafschoppenserie. Van 1988 tot 2004 werd de regel toegepast dat, bij een gelijke totaalstand in doelpunten, meteen een strafschoppenserie volgde. Opvallend genoeg zou de winnaar van 2004, Once Caldas uit Colombia, de finale hebben 'verloren als gekeken was naar de (ongunstige) tegendoelpunten thuis.

## Finales
* duidt de thuiswedstrijd van de winnaar aan.
| Jaar | Winnaar                 | Uitslagen               | Finalist                   | opmerkingen                                                                  |
| ---- | ----------------------- | ----------------------- | -------------------------- | ---------------------------------------------------------------------------- |
| 1948 | Vasco da Gama           | Poule                   | -                          | Officieuze editie, pas in 1996 door de CONMEBOL erkend.                      |
| 1960 | Peñarol                 | 1-0*, 1-1               | Club Olimpia               |                                                                              |
| 1961 | Peñarol                 | 1-0*, 1-1               | Palmeiras                  |                                                                              |
| 1962 | Santos                  | 2-1, 2-3*, 3-0          | Peñarol                    | play-off in Buenos Aires                                                     |
| 1963 | Santos                  | 3-2*, 2-1               | Boca Juniors               |                                                                              |
| 1964 | Independiente           | 0-0, 1-0*               | Nacional                   |                                                                              |
| 1965 | Independiente           | 1-0*, 1-3, 4-1          | Peñarol                    | play-off in Santiago de Chili                                                |
| 1966 | Peñarol                 | 2-0*, 2-3, 4-2          | River Plate                | play-off in Santiago de Chili                                                |
| 1967 | Racing Club             | 0-0*, 0-0, 2-1          | Nacional                   | play-off in Santiago de Chili                                                |
| 1968 | Estudiantes de La Plata | 2-1*, 1-3, 2-0          | Palmeiras                  | play-off in Montevideo                                                       |
| 1969 | Estudiantes de La Plata | 1-0, 2-0*               | Nacional                   |                                                                              |
| 1970 | Estudiantes de La Plata | 1-0*, 0-0               | Peñarol                    |                                                                              |
| 1971 | Nacional                | 0-1, 1-0*, 3-1          | Estudiantes                | play-off in Lima                                                             |
| 1972 | Independiente           | 0-0, 2-1*               | Universitario de Deportes  |                                                                              |
| 1973 | Independiente           | 1-1*, 0-0, 2-1          | Colo-Colo                  | play-off in Montevideo                                                       |
| 1974 | Independiente           | 1-2, 2-0*, 1-0          | São Paulo                  | play-off in Santiago de Chili                                                |
| 1975 | Independiente           | 0-1, 3-1*, 2-0          | Unión Española             | play-off in Ascunción                                                        |
| 1976 | Cruzeiro                | 4-1*, 1-2, 3-2          | River Plate                | play-off in Santiago de Chili                                                |
| 1977 | Boca Juniors            | 1-0*, 0-1, 0-0 ns (5-4) | Cruzeiro                   | play-off in Montevideo                                                       |
| 1978 | Boca Juniors            | 0-0, 4-0*               | Deportivo Cali             |                                                                              |
| 1979 | Club Olimpia            | 2-0*, 0-0               | Boca Juniors               |                                                                              |
| 1980 | Nacional                | 0-0, 1-0*               | Internacional              |                                                                              |
| 1981 | Flamengo                | 2-1*, 0-1, 2-0          | Cobreloa                   | play-off in Montevideo                                                       |
| 1982 | Peñarol                 | 0-0*, 1-0               | Cobreloa                   |                                                                              |
| 1983 | Grêmio                  | 1-1, 2-1*               | Peñarol                    |                                                                              |
| 1984 | Independiente           | 1-0, 0-0*               | Grêmio                     |                                                                              |
| 1985 | Argentinos Juniors      | 1-0*, 0-1, 1-1 ns (5-4) | América de Cali            | play-off in Ascunción                                                        |
| 1986 | River Plate             | 2-1, 1-0*               | América de Cali            |                                                                              |
| 1987 | Peñarol                 | 0-2, 2-1*, 1-0          | América de Cali            | play-off in Santiago de Chili                                                |
| 1988 | Nacional                | 0-1, 3-0*               | Newell’s Old Boys          |                                                                              |
| 1989 | Atlético Nacional       | 0-2, 2-0 ns (5-4)       | Olimpia                    |                                                                              |
| 1990 | Club Olimpia            | 2-0*, 1-1               | Barcelona Guayaquil        |                                                                              |
| 1991 | Colo-Colo               | 0-0, 3-0*               | Olimpia                    |                                                                              |
| 1992 | São Paulo               | 0-1, 1-0*ns (3-2)       | Newell’s Old Boys          |                                                                              |
| 1993 | São Paulo               | 5-1, 0-2                | CD Universidad Católica    |                                                                              |
| 1994 | Vélez Sársfield         | 1-0*, 0-1 ns (5-3)      | São Paulo                  |                                                                              |
| 1995 | Grêmio                  | 3-1*, 1-1               | Atlético Nacional          |                                                                              |
| 1996 | River Plate             | 0-1, 2-0*               | América de Cali            |                                                                              |
| 1997 | Cruzeiro                | 0-0, 1-0*               | Sporting Cristal           |                                                                              |
| 1998 | Vasco da Gama           | 2-0*, 2-1               | Barcelona Guayaquil        |                                                                              |
| 1999 | Palmeiras               | 0-1, 2-1* ns (4-3)      | Deportivo Cali             |                                                                              |
| 2000 | Boca Juniors            | 0-0, 2-2* ns (4-2)      | Palmeiras                  |                                                                              |
| 2001 | Boca Juniors            | 1-0, 0-1* ns (3-1)      | Cruz Azul                  |                                                                              |
| 2002 | Club Olimpia            | 0-1*, 2-1 ns (4-2)      | São Caetano                |                                                                              |
| 2003 | Boca Juniors            | 2-0*, 3-1               | Santos                     |                                                                              |
| 2004 | Once Caldas             | 0-0, 1-1* ns (2-0)      | Boca Juniors               |                                                                              |
| 2005 | São Paulo               | 1-1, 4-0*               | Atlético Paranaense        |                                                                              |
| 2006 | Internacional           | 2-1, 2-2*               | São Paulo                  |                                                                              |
| 2007 | Boca Juniors            | 3-0*, 2-0               | Grêmio                     |                                                                              |
| 2008 | LDU Quito               | 4-2*, 1-3 ns (3-1)      | Fluminense                 |                                                                              |
| 2009 | Estudiantes de La Plata | 0-0*, 2-1               | Cruzeiro                   |                                                                              |
| 2010 | Internacional           | 2-1, 3-2*               | Club Deportivo Guadalajara |                                                                              |
| 2011 | Santos                  | 0-0, 2-1*               | Peñarol                    |                                                                              |
| 2012 | Corinthians             | 1-1, 2-0*               | Boca Juniors               |                                                                              |
| 2013 | Atlético Mineiro        | 0-2*, 2-0 ns (4-3)      | Olimpia                    |                                                                              |
| 2014 | San Lorenzo             | 1-1, 1-0*               | Nacional                   |                                                                              |
| 2015 | River Plate             | 0-0, 3-0*               | Tigres UANL                |                                                                              |
| 2016 | Atlético Nacional       | 1-1, 1-0*               | Independiente de Valle     |                                                                              |
| 2017 | Grêmio                  | 1-0, 2-1*               | Lanús                      |                                                                              |
| 2018 | River Plate             | 2-2, 3-1                | Boca Juniors               |                                                                              |
| 2019 | Flamengo                | 2-1                     | River Plate                | Finale is gespeeld in Estadio Monumental "U" in Lima.                        |
| 2020 | Palmeiras               | 1-0                     | Santos                     | Finale wordt gespeeld in het Maracanã in Rio de Janeiro, op 30 januari 2021. |
| 2021 | Palmeiras               | 2-1 n.v.                | Flamengo                   |                                                                              |
| 2022 | Flamengo                | 1-0                     | Atlético Paranaense        |                                                                              |
| 2023 | Fluminense              | 2-1 n.v.                | Boca Juniors               |                                                                              |
| 2024 | Botafogo                | 3-1                     | Atlético Mineiro           |                                                                              |

### Aantal overwinningen per club
| Club               | Aantal | Jaar                                     |
| ------------------ | ------ | ---------------------------------------- |
| Independiente      | 7      | 1964, 1965, 1972, 1973, 1974, 1975, 1984 |
| Boca Juniors       | 6      | 1977, 1978, 2000, 2001, 2003, 2007       |
| Peñarol            | 5      | 1960, 1961, 1966, 1982, 1987             |
| Estudiantes        | 4      | 1968, 1969, 1970, 2009                   |
| River Plate        | 4      | 1986, 1996, 2015, 2018                   |
| Nacional           | 3      | 1971, 1980, 1988                         |
| Olimpia            | 3      | 1979, 1990, 2002                         |
| Grêmio             | 3      | 1983, 1995, 2017                         |
| São Paulo          | 3      | 1992, 1993, 2005                         |
| Santos             | 3      | 1962, 1963, 2011                         |
| Palmeiras          | 3      | 1999, 2020, 2021                         |
| Flamengo           | 3      | 1981, 2019, 2022                         |
| Cruzeiro           | 2      | 1976, 1997                               |
| Internacional      | 2      | 2006, 2010                               |
| Atlético Nacional  | 2      | 1989, 2016                               |
| Vasco da Gama      | 2      | 1948*, 1998                              |
| Racing Club        | 1      | 1967                                     |
| Argentinos Juniors | 1      | 1985                                     |
| Colo-Colo          | 1      | 1991                                     |
| Vélez Sársfield    | 1      | 1994                                     |
| Once Caldas        | 1      | 2004                                     |
| LDU Quito          | 1      | 2008                                     |
| Corinthians        | 1      | 2012                                     |
| Atlético Mineiro   | 1      | 2013                                     |
| San Lorenzo        | 1      | 2014                                     |
| Fluminense         | 1      | 2023                                     |
| Botafogo           | 1      | 2024                                     |

(*); deze titel werd in 1996 door de CONMEBOL erkend als voorloper van de CONMEBOL Libertadores.

## Topscorers
| Jaar | Speler                | Club                  | Doelpunten |
| ---- | --------------------- | --------------------- | ---------- |
| 1960 | Alberto Spencer       | Peñarol               | 07         |
| 1961 | Osvaldo Panzutto      | Santa Fe              | 04         |
| 1962 | Coutinho              | Santos                | 06         |
| 1962 | Enrique Raymondi      | Emelec                | 06         |
| 1962 | Alberto Spencer       | Peñarol               | 06         |
| 1963 | José Sanfilippo       | Boca Juniors          | 07         |
| 1964 | Mario Rodríguez       | Independiente         | 06         |
| 1965 | Pelé                  | Santos                | 08         |
| 1966 | Daniel Onega          | River Plate           | 17         |
| 1967 | Norberto Raffo        | Racing Club           | 13         |
| 1968 | Tupãzinho             | Palmeiras             | 11         |
| 1969 | Alberto Ferrero       | Santiago Wanderers    | 08         |
| 1970 | Francisco Bertocchi   | LDU Quito             | 09         |
| 1971 | Luis Artime           | Nacional              | 10         |
| 1971 | Raúl Castronovo       | Peñarol               | 10         |
| 1972 | Teófilo Cubillas      | Alianza Lima          | 06         |
| 1972 | Oswaldo Ramírez       | Universitario         | 06         |
| 1972 | Percy Rojas           | Universitario         | 06         |
| 1972 | Toninho               | São Paulo             | 06         |
| 1973 | Carlos Caszely        | Colo-Colo             | 09         |
| 1974 | Fernando Morena       | Peñarol               | 07         |
| 1974 | Pedro Virgilio Rocha  | São Paulo             | 07         |
| 1974 | Terto                 | São Paulo             | 07         |
| 1975 | Fernando Morena       | Peñarol               | 08         |
| 1975 | Oswaldo Ramírez       | Universitario         | 08         |
| 1976 | Palhinha              | Cruzeiro              | 13         |
| 1977 | Néstor Scotta         | Deportivo Cali        | 05         |
| 1978 | Guillermo La Rosa     | Alianza Lima          | 08         |
| 1978 | Néstor Scotta         | Deportivo Cali        | 08         |
| 1979 | Miltão                | Guaraní               | 06         |
| 1979 | Juan José Oré         | Universitario         | 06         |
| 1980 | Waldemar Victorino    | Nacional              | 06         |
| 1981 | Zico                  | Flamengo              | 11         |
| 1982 | Fernando Morena       | Peñarol               | 07         |
| 1983 | Arsenio Luzardo       | Nacional              | 08         |
| 1984 | Tita                  | Flamengo              | 08         |
| 1985 | Juan Carlos Sánchez   | Club Blooming         | 11         |
| 1986 | Juan Carlos de Lima   | Deportivo Quito       | 09         |
| 1987 | Ricardo Gareca        | América de Cali       | 07         |
| 1988 | Arnoldo Iguarán       | Millonarios           | 05         |
| 1989 | Carlos Aguilera       | Peñarol               | 10         |
| 1989 | Raúl Vicente Amarilla | Olimpia               | 10         |
| 1990 | Adriano Samaniego     | Olimpia               | 07         |
| 1991 | Gaúcho                | Flamengo              | 08         |
| 1992 | Palinha               | São Paulo             | 07         |
| 1993 | Juan Carlos Almada    | Universidad Católica  | 09         |
| 1994 | Stalin Rivas          | Minervén              | 07         |
| 1995 | Mário Jardel          | Grêmio                | 12         |
| 1996 | Antony de Ávila       | América de Cali       | 11         |
| 1997 | Alberto Acosta        | Universidad Católica  | 11         |
| 1998 | Sérgio João           | Bolívar               | 10         |
| 1999 | Fernando Baiano       | Corinthians           | 06         |
| 1999 | Víctor Bonilla        | Deportivo Cali        | 06         |
| 1999 | Gauchinho             | Cerro Porteño         | 06         |
| 1999 | Ruberth Morán         | Estudiantes de Mérida | 06         |
| 1999 | Rubén Sosa            | Nacional              | 06         |
| 1999 | Martín Zapata         | Deportivo Cali        | 06         |
| 2000 | Luizão                | Corinthians           | 15         |
| 2001 | Lopes                 | Palmeiras             | 09         |
| 2002 | Rodrigo Mendes        | Grêmio                | 10         |
| 2003 | Marcelo Delgado       | Boca Juniors          | 09         |
| 2003 | Ricardo Oliveira      | Santos                | 09         |
| 2004 | Luís Fabiano          | São Paulo             | 08         |
| 2005 | Santiago Salcedo      | Cerro Porteño         | 09         |
| 2006 | Aloísio               | São Paulo             | 05         |
| 2006 | Félix Borja           | El Nacional           | 05         |
| 2006 | José Luis Calderón    | Estudiantes           | 05         |
| 2006 | Agustín Delgado       | LDU Quito             | 05         |
| 2006 | Sebastián Ereros      | Vélez Sarsfield       | 05         |
| 2006 | Ernesto Farías        | River Plate           | 05         |
| 2006 | Fernandão             | Internacional         | 05         |
| 2006 | Marcinho              | Palmeiras             | 05         |
| 2006 | Daniel Montenegro     | River Plate           | 05         |
| 2006 | Nilmar                | Corinthians           | 05         |
| 2006 | Mariano Pavone        | Estudiantes           | 05         |
| 2006 | Jorge Quinteros       | Universidad Católica  | 05         |
| 2006 | Patricio Urrutia      | LDU Quito             | 05         |
| 2006 | Washington            | Palmeiras             | 05         |
| 2007 | Salvador Cabañas      | América               | 10         |
| 2008 | Salvador Cabañas      | América               | 08         |
| 2008 | Marcelo Moreno        | Cruzeiro              | 08         |
| 2009 | Mauro Boselli         | Estudiantes           | 08         |
| 2010 | Thiago Ribeiro        | Cruzeiro              | 08         |
| 2011 | Roberto Nanni         | Cerro Porteño         | 07         |
| 2011 | Wallyson              | Cruzeiro              | 07         |
| 2012 | Matías Alustiza       | Deportivo Quito       | 08         |
| 2012 | Neymar                | Santos                | 08         |
| 2013 | Jô                    | Atlético Mineiro      | 07         |
| 2014 | Nicolás Olivera       | Defensor Sporting     | 05         |
| 2014 | Julio dos Santos      | Cerro Porteño         | 05         |
| 2015 | Gustavo Bou           | Racing Club           | 08         |
| 2016 | Jonathan Calleri      | São Paulo             | 09         |
| 2017 | José Sand             | Lanús                 | 09         |